# Andreas Willscher
Andreas Willscher (Hamburg, 4 november 1955) is een Duits componist, organist, accordeonist, pianist en harmoniumspeler.
Willscher speelt vanaf zijn zesde accordeon, vanaf zijn dertiende kreeg hij les op piano. Geheel zelfstandig maakt hij zich daarna het orgel eigen. Sinds zijn vijftiende is hij organist aan de St. Franciskus in Hamburg-Bambek, sinds 2000 is hij verbonden als organist aan de Sint Jozef in Hamburg-Wandsbek
Hij studeerde aan Hamburger Hochschule für Musik und Theater Orgel bij Ernst-Ulrich von Kameke, compositie en muziektheorie bij Günter Friedrichs. In deze periode leerde hij muziek uit de Franse romantiek waarderen.
Geïnspireerd door zijn grootvader Gustav Willscher , die een Sudetenduitser was, heeft hij zich ingezet voor culturele ontmoetingen tussen Tsjechen en Duitsers, onder meer op het Elboger Orgelfeest.
Bij het componeren ligt het zwaartepunt bij orgel en geestelijke vocale muziek, maar hij heeft ook werken geschreven voor cabaret, musical, rock-ensembles, accordeon, kamermuziek, opera, oratorium en symfonieën. Zijn compositorische arbeid voor cabaret wordt onder meer ingeven door het feit dat hij rond trekt met de cabaretgroep Der Kneifer.. De invloeden van al deze verschillende genres is in zijn composities voor orgel waarneembaar.
Ook stelt Willscher al dan niet in samenwerking met anderen bundels samen met orgelwerken van andere componisten, vaak rond een bepaald thema, zoals carillons in de orgelmuziek en Scherzi in de orgelmuziek.
Verder geeft Andreas Willscher ook concerten. Zijn orgelcomposities zijn door verschillende musici op cd vastgelegd, bijvoorbeeld "Insektarium" en "Aquarium" de Zweedse organist Staffan Holm op het orgel in de kerk van Loftahammar en My Beethoven, Blues für Pedal solo en Toccata alla Rumba door de Franse organist Olivier Vernet op het voormalige Huisorgel van Pierre Cochereau van Roquevaire.
Andres Willscher heeft ook een biografie geschreven over Ferdinand Pfohl.
- Gemeinsame Normdatei: 134612574
- International Standard Name Identifier: 0000 0000 5552 0418
- Library of Congress Control Number: nr97031752
- MusicBrainz: 339cb337-f678-4bb2-b1dd-e1522d0e862d
- Nationale Bibliotheek van Tsjechië: jn20020726185
- Nationale Bibliotheek van Israël: 987007320178305171
- Nederlandse Thesaurus van Auteursnamen: 336571526
- Virtual International Authority File: 39285287
- WorldCat: E39PBJmHFTgg9MRgkTykfFqYT3